# Jastrzębia (powiat radomski)
Jastrzębia – wieś w Polsce położona w województwie mazowieckim, w powiecie radomskim, w gminie Jastrzębia. Ma status sołectwa.
Wieś jest siedzibą gminy Jastrzębia i rzymskokatolickiej  parafii  pw. Zwiastowania Najświętszej Marii Panny.
| SIMC    | Nazwa               | Rodzaj    |
| ------- | ------------------- | --------- |
| 0624255 | Poręby Jastrzębskie | część wsi |

## Położenia geograficzne i układ urbanistyczny

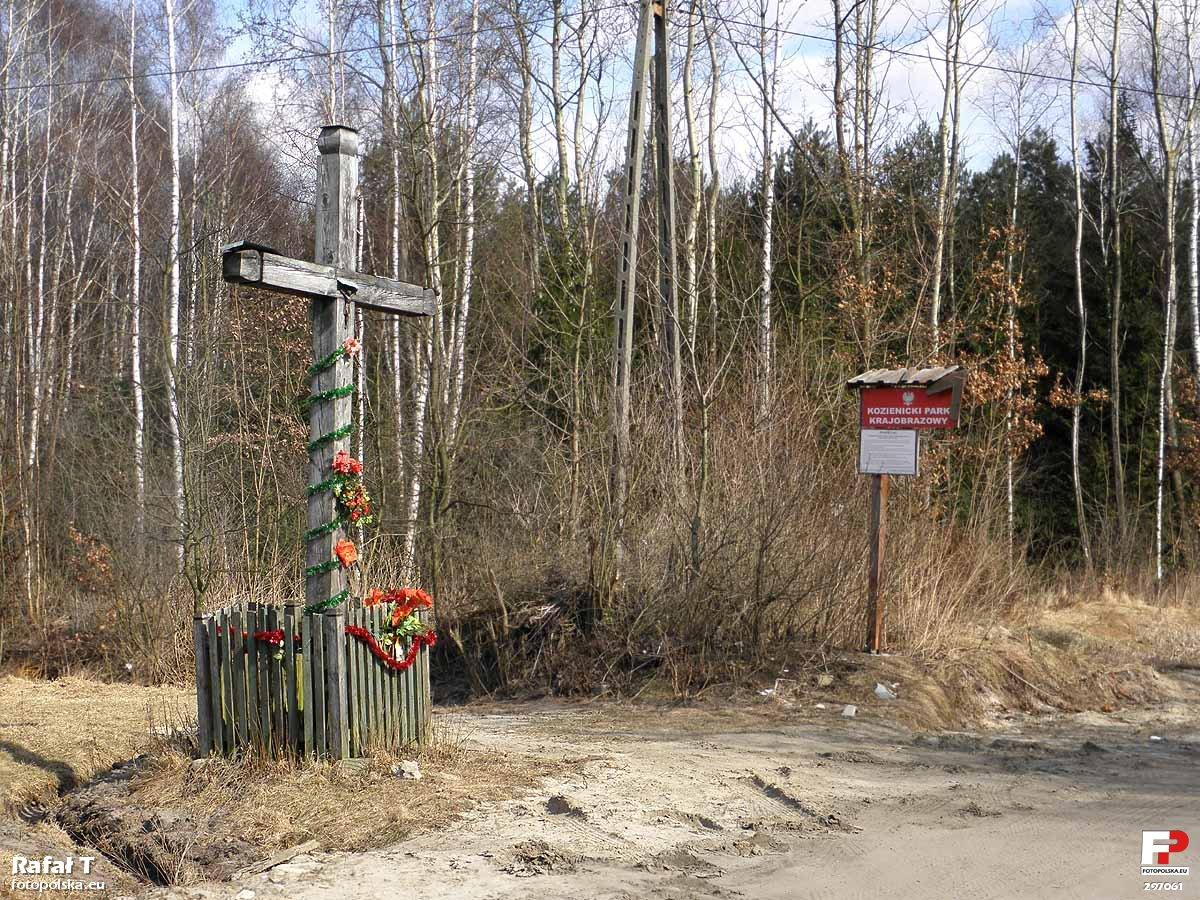
Krzyż na pograniczu wsi i Kozienickiego Parku Krajobrazowego

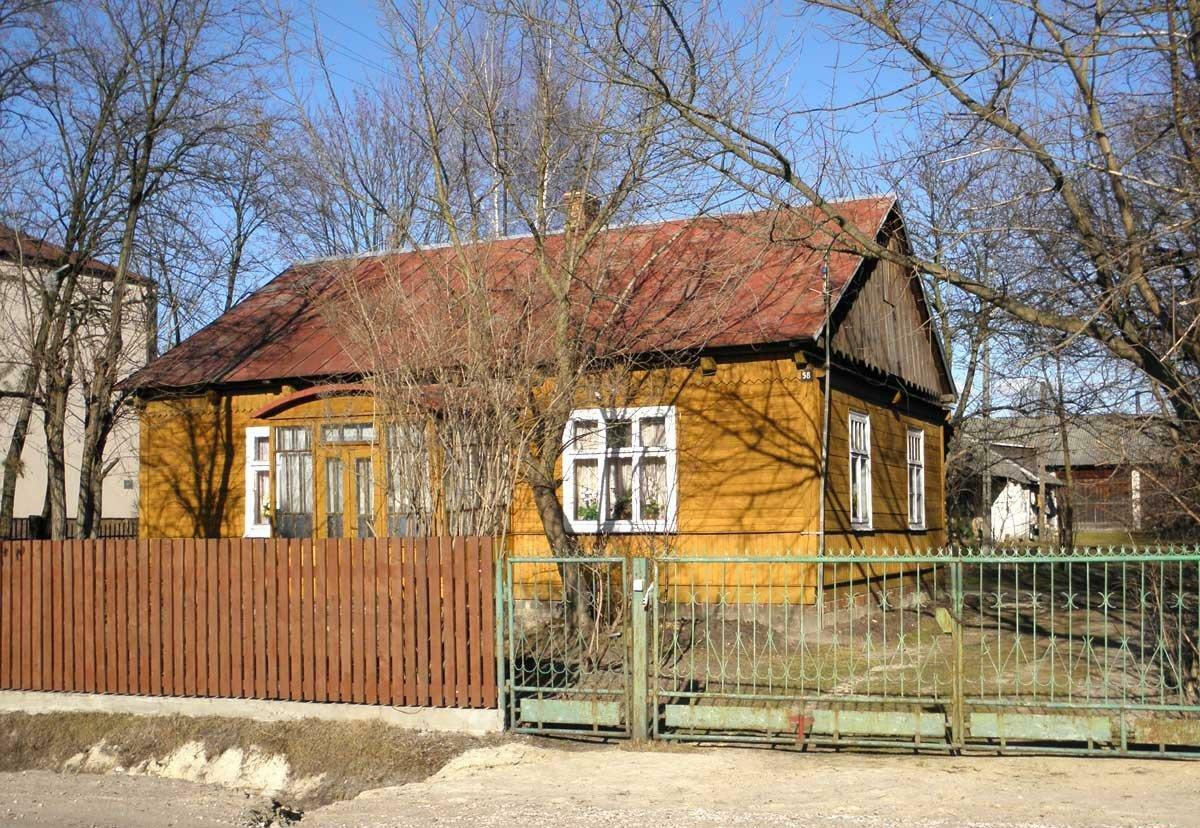
Starsza...

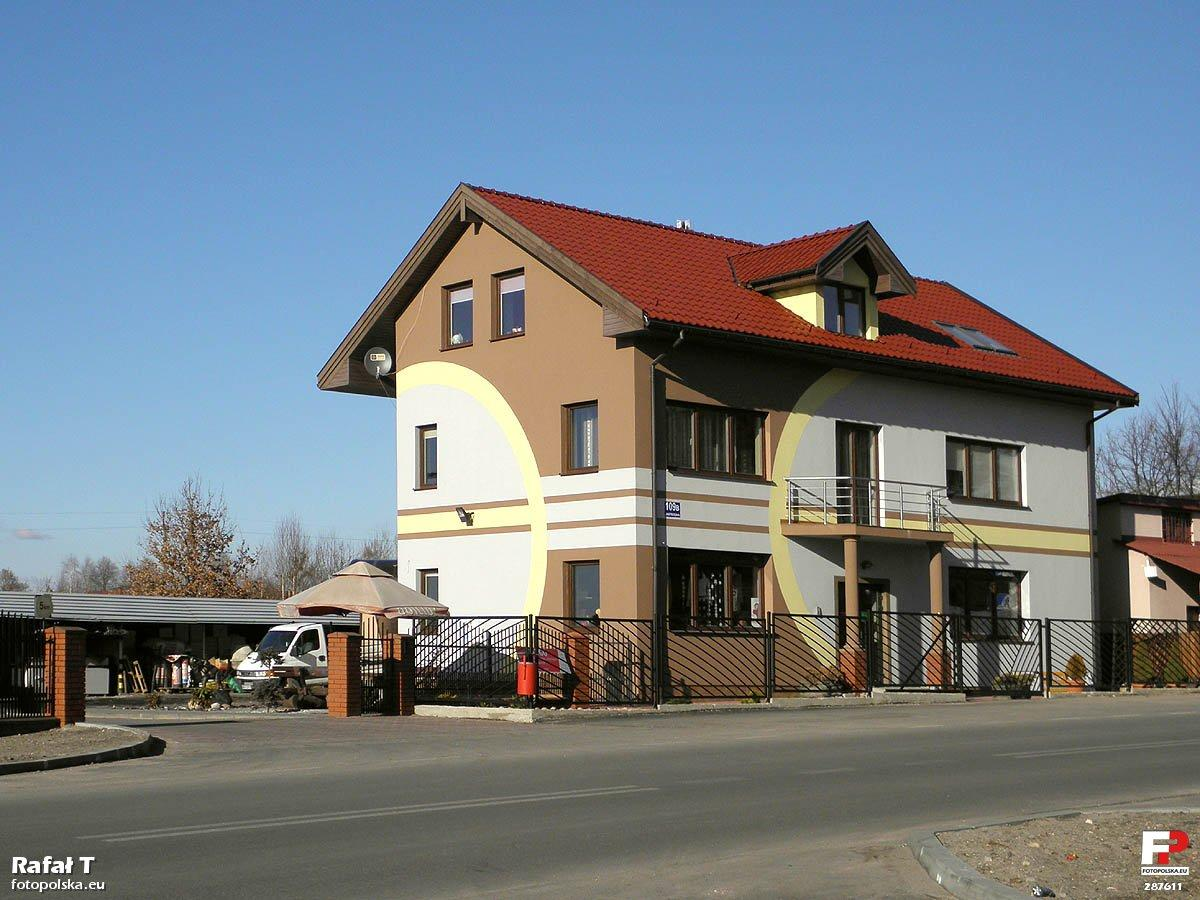
...i nowsza zabudowa wsi

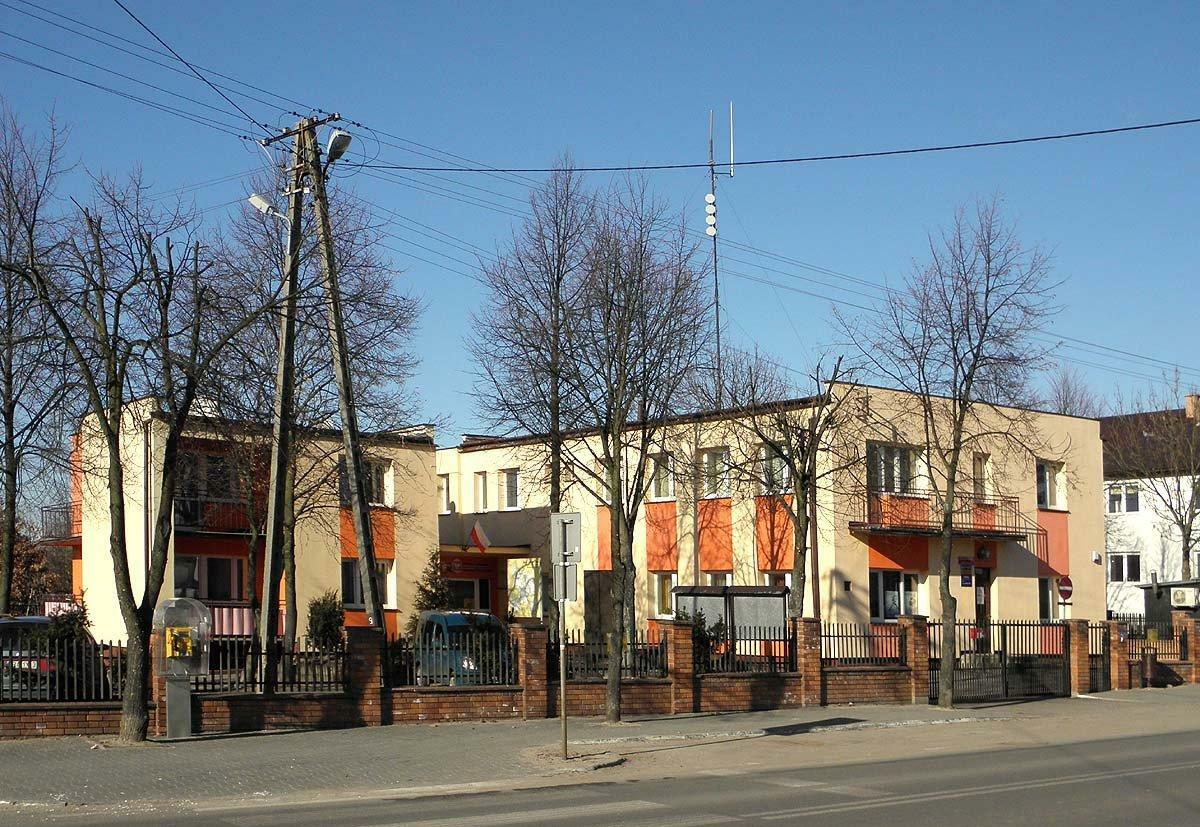
Budynek Urzędu Gminy Jastrzębia

Jastrzębia jest położona na Równinie Kozienickiej w pobliżu Równiny Radomskiej. Leży w bezpośrednim sąsiedztwie Puszczy Kozienickiej i utworzonego na jej terenie Kozienickiego Parku Krajobrazowego. Niegdyś leżała nad Radomką, lecz obecnie zabudowania wsi są odsunięte od rzeki o około 1-2 kilometry na południowy wschód. W południowej części wsi na granicy z Wojciechowem płynie rzeczka Jastrzębianka, dopływ Radomki. Wzmiankowano też mniejsze cieki wodne.
Wieś rozciąga się wzdłuż drogi wiodącej z Jedlni do Bartodziejów. Zabudowania wzdłuż drogi z Lesiowa do Mąkos Starych są mniej liczne. Większość budynków w Jastrzębi powstała po 1945.
Przed II wojną światową wieś poza swą główną częścią obejmowała także: Jastrzębską Dąbrowę (na północny wschód od centrum, w kierunku na Mąkosy), Jastrzębskie Komorniki (na północny wschód i równolegle do obecnie istniejącej drogi łączącej Jastrzębię z Bartodziejami), Jastrzębskie Poręby (na osi Jastrzębskich Komorników, ale nad samą Radomką) oraz Jastrzębskie Łąki (nad Radomką, lecz dalej z jej biegiem od Jastrzębskich Poręb). Zasadnicza część wsi, jak i pozostała reszta dzieliła się na mniejsze fragmenty o odmiennych, zwyczajowych nazwach o różnym, nie zawsze ustalonym, pochodzeniu.
Obecnie Dąbrowa Jastrzębska jest samodzielną wsią. Jastrzębskie Komorniki są jej częścią. 1 stycznia 2003 roku częścią wsi Jastrzębia stała się ówczesna osada Poręby Jastrzębskie.

## Historia

### Najstarsze ślady
Badania archeologiczne z lat 1902–1903 prowadzone przez Mariana Wawrzenieckiego i Szczęsnego Jastrzębowskiego ujawniły ślady osadnictwa z czasów prehistorycznych.

### I Rzeczpospolita
Pierwsza pisana wzmianka o Jastrzębi pochodzi z 1191, kiedy to Kazimierz II Sprawiedliwy przeznaczył dziesięciny z Jastrzębi i Mąkos na rzecz prałatur w kolegiacie sandomierskiej. Kolejna wzmianka pochodzi z XV wieku. W latach 1554 i 1564 opisano liczbę mieszkańców, ich zajęcia i uiszczane daniny. Z 1559 pochodzi wzmianka o sporze granicznym z właścicielem Owadowa. Kolejne lustracje z lat 1602, 1615 i 1660 także opisują sytuację gospodarczą wsi, z tym, że ta ostatnia odnotowuje zniszczenia poczynione przez Szwedów. Po 1607 powstała karczma dworska. W 1701 rozpoczął się trwający do lat trzydziestych XIX wieku spór graniczny z Goryniem na tle zmiennego przebiegu granicznej Radomki. Danych dotyczących Jastrzębi w XVIII wieku dostarczają Inwentarze Ekonomji J.K. Mości Kozienickiej. W 1760 zbudowano nową karczmę. Około 1781 karczmę w Jastrzębi miał w arendzie Żyd. W latach 1784–1787 miał miejsce ponowny spór o granicę z Owadowem.
W czasach I Rzeczypospolitej w powiecie radomskim, województwa sandomierskiego w Małopolsce. Była własnością panujących, należała do ekonomii kozienickiej.

### Czasy zaborów
Począwszy od 1796, aż do 1857 toczył się odnowiony spór o granicę z właścicielem Owadowa. Wskutek III. rozbioru Polski Jastrzębia weszła w skład zaboru austriackiego. W latach 1795–1809 Cyrkuł radomski Nowej Galicji. Po wojnie polsko-austriackiej w 1809 została wcielona do Księstwa Warszawskiego. W latach 1810–1815 powiat radomski departamentu radomskiego.
Od początku lat 30. XIX wieku mieszkańcy Jastrzębi starali się o zniesienie pańszczyzny w naturze na rzecz czynszu płaconego w pieniądzu. Te starania przyniosły skutek i w 1833 zawarto umowę dzierżawy na sześć lat. Przedłużano ją aż do 1864 roku, w którym  chłopi zostali uwłaszczeni. W 1839 mieszkańcy Jastrzębi rozpoczęli swoje starania o szkołę elementarną. Na efekt musieli czekać aż do 1867. W 1848 przeprowadzono scalenie gruntów. Po 1849 powstała nowa karczma, w odmiennym miejscu niż stara, którą zlikwidowano. W latach 1848, 1855 i 1873 wieś nawiedziła epidemia cholery. Podczas powstania styczniowego przez Jastrzębię przechodziły wojska rosyjskie i powstańcze. Ze wsi pochodził powstaniec Piotr Mróz, pochowany na cmentarzu w Jedlni. Na początku XX wieku zamknięto tutejszą karczmę. W czasie rewolucji 1905 roku mieszkańcy Jastrzębi zawłaszczyli w listopadzie 1905 pewną ilość drewna opałowego z lasów państwowych, chcąc w ten sposób okazać solidarność z PPS-em i niechęć wobec władz. Interwencja policji i wojska zmusiła ich do zapłacenia ceny drewna i grzywny. Inicjatorów akcji nie ujęto.
Po likwidacji Księstwa Warszawskiego i utworzeniu wskutek postanowień kongresu wiedeńskiego Królestwa Kongresowego Jastrzębia znalazła się na jego terenie. W latach 1816–1837 w województwie sandomierskim obwodzie radomskim. W latach 1837–1844 w guberni sandomierskiej w powiecie radomskim. W latach 1844–1916 w guberni radomskiej w powiecie radomskim.

### I wojna światowa
W czasie I wojny światowej we wsi doszło do potyczki, w której zginął jeden żołnierz rosyjski, a dwóch żołnierzy austro-węgierskich zostało rannych. W 1914 wieś została splądrowana przez obie walczące strony. Około 20 mieszkańców wsi służyło w armiach zaborczych. Ośmiu z nich dostało się do niewoli niemieckiej po bitwie pod Tannenbergiem. Trzech jastrzębian, wcielonych do armii carskiej, zaginęło bez wieści. Od końca lipca 1915 pod okupacją austro-węgierską, której głównym organem administracyjnym było Generalne Gubernatorstwo Lubelskie. W latach 1916–1918 na terenie utworzonego przez Niemców i Austro-Węgry Królestwa Polskiego.

### II Rzeczpospolita
Z chwilą odzyskania przez Polskę niepodległości 11. listopada 1918 roku, wieś znalazła się w jej granicach. W latach 1919–1939 w Gminie Kozłów powiatu radomskiego województwa kieleckiego. W 1921 liczyła 573 mieszkańców. W 1930 powstał pierwszy kościół w miejscowości, a także cmentarz.

### II wojna światowa
Po przegranej przez Polskę kampanii wrześniowej Jastrzębia znalazła się w powiecie radomskim dystryktu radomskiego Generalnego Gubernatorstwa. Jastrzębia znajdowała się w III, to jest kieleckim, okręgu Batalionów Chłopskich i w Obwodzie Radom Okręgu Radom-Kielce Armii Krajowej.
W pobliżu Jastrzębi w latach 1940–1944 znajdował się niemiecki poligon artyleryjski Heeresgutsbezirk Truppenübungsplatz Mitte Radom. W 1944 niedaleko od Jastrzębi toczyły się walki o przyczółek warecko-magnuszewski. Dnia 14 stycznia 1945 zajęta przez wojska radzieckie.

### Dzieje najnowsze
Po zakończeniu działań wojennych mieszkańcy przystąpili do odbudowy wsi. W 1957 odnowiono miejscowy kościół. Zbudowano budynki użyteczności publicznej, m.in. szkołę, siedzibę urzędu gminy i in, zaś latach 1982-1987 zbudowano nowy kościół.
Po zakończeniu II wojny światowej na terenie odtworzonej Gminy Kozłów w województwie kieleckim, aż do jej zniesienia w 1954. W latach 1954–1959 wieś należała i była siedzibą władz gromady Jastrzębia, po jej zniesieniu w gromadzie Wojciechów, od 1963 w znowu była siedzibą gromady Jastrzębia, którą zniesiono, a od 1969 r. w gromadzie Lesiów. Od 1973 w gminie Jastrzębia.
W województwie kieleckim do 1975, kiedy to powołano województwo radomskie. Od 1999 w powiecie radomskim województwa mazowieckiego.

## Ważniejsze obiekty i turystyka

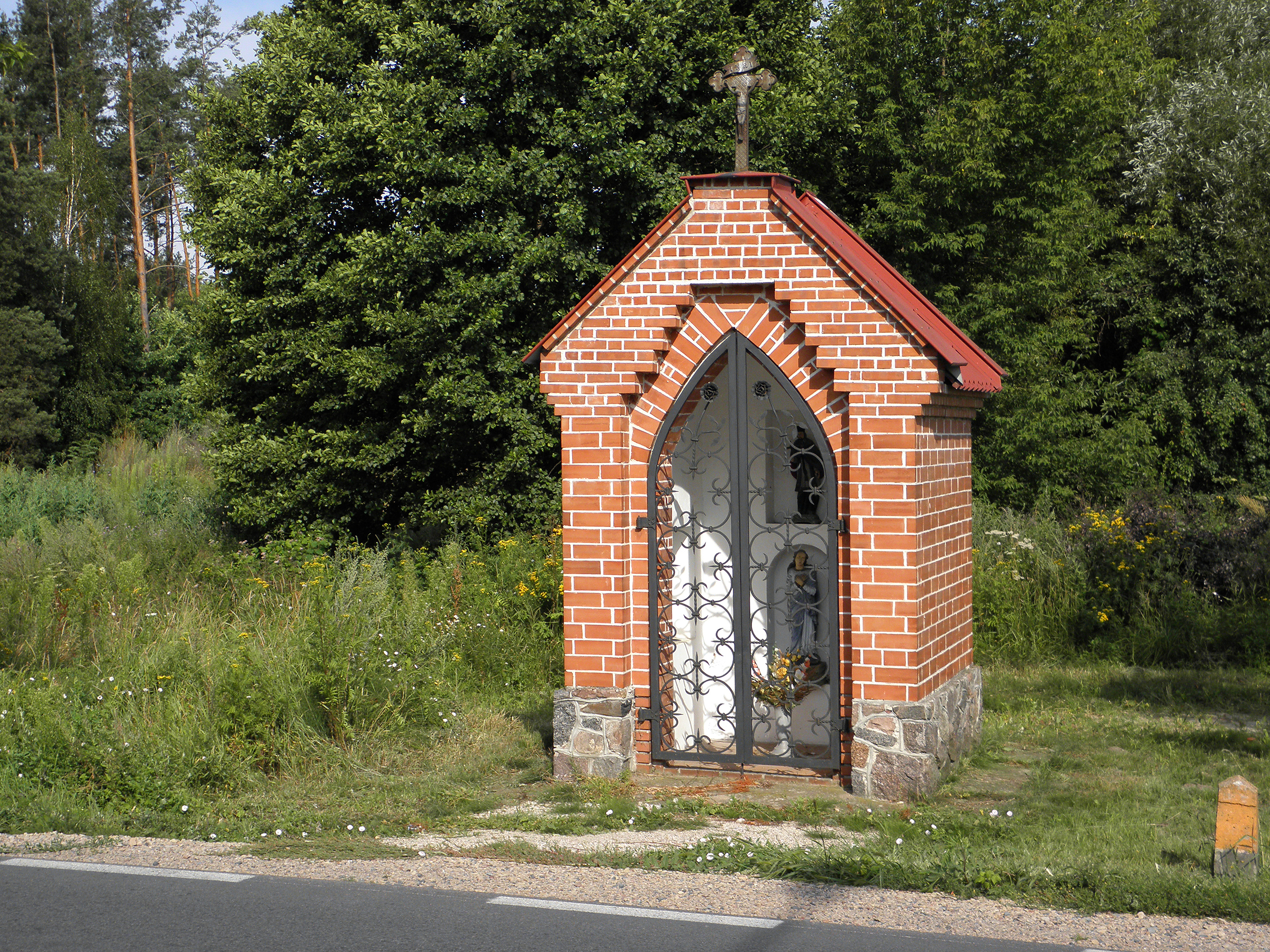
Kapliczka św. Jana Nepomucena w Jastrzębi

- Kapliczka przydrożna  św. Jana Nepomucena z 1892 według rejestru zabytków NID[39] nr rej.: 539/A/94 z 8.03.1994 r.
- Drewniany dom nr 41 z 1873 według rejestru zabytków NID[39] nr rej.: 309/A z 8.08.1985 r.
- Stary kościół rzymskokatolicki
- Nowy kościół rzymskokatolicki
- Cmentarz choleryczny z połowy XIX wieku położony na południowy wschód od wsi[40].
- Cmentarz katolicki

Przez Jastrzębię przebiega żółty szlak rowerowy prowadzący z Lesiowa do Czarnolasu.

## Demografia
Opis rozwoju demograficznego Jastrzębi napotyka na kilka utrudnień. Przede wszystkim najwcześniejsze wzmianki nie określają liczby ludności, a jedynie liczbę rodzin zamieszkałych we wsi. Z kolei dane z XIX wieku i pierwszej połowy XX wieku są z różnych powodów niedokładne. Z tego powodu należy je traktować jedynie orientacyjnie.
Liczba mieszkańców Jastrzębi na przestrzeni lat:
- W 1554 – 21 rodzin[19]
- W 1564 – 22 rodziny[19]
- W 1602 – 23 rodziny[19]
- W 1615 – 23 rodziny[42]
- W 1660 – 8 rodzin[42]
- W 1715 – 20 rodzin[24]
- W 1718 – 14 rodzin[24]
- W 1736 – 29 rodzin[24]
- W 1784 – 45 rodzin[24]
- W 1794 – 48 rodzin[24]
- W 1827 – 336 osób w 53 domach[43]
- W 1847 – 85 rodzin[44]
- W 1871 – 643 osoby[45]
- W 1880 – 685 osób w 113 domach[43]
- W 1897 – 1066 osób[46]
- W 1921 – 573 osoby[47] lub 926 osób, a w tej liczbie 467 mężczyzn, 459 kobiet, 917 katolików, 9 prawosławnych, 923 Polaków, 3 Francuzów w 160 domach[48]
- W 1928 – 1050 osób[49]
- W 1930 – 828 osób[50]
  - W grupach wiekowych z uwzględnieniem ludności czasowo przebywającej w Jastrzębi (pracownicy sezonowi, służba itp.):
    - 0-7 lat – 65 mężczyzn 65 kobiet – łącznie 130 osób
    - 7-14 lat – 62 mężczyzn 50 kobiet – łącznie 112 osób
    - 14-20 lat – 77 mężczyzn 60 kobiet – łącznie 137 osób
    - 20-30 lat – 54 mężczyzn 42 kobiety – łącznie 96 osób
    - 30-40 lat – 46 mężczyzn 60 kobiet – łącznie 106 osób
    - 40-50 lat – 56 mężczyzn 59 kobiet – łącznie 115 osób
    - 50-60 lat – 36 mężczyzn 23 kobiety – łącznie 59 osób
    - 60-70 lat – 30 mężczyzn 32 kobiety – łącznie 62 osoby
    - 70-80 lat – 7 mężczyzn 3 kobiety – łącznie 10 osób
    - 80-90 lat – 1 mężczyzna 0 kobiet – łącznie 1 osoba

  - W grupach wiekowych bez uwzględnienia ludności czasowo przebywającej w Jastrzębi:
    - 0-7 lat – 65 mężczyzn 65 kobiet – łącznie 130 osób
    - 7-14 lat – 61 mężczyzn 50 kobiet – łącznie 111 osób
    - 14-20 lat – 71 mężczyzn 58 kobiet – łącznie 129 osób
    - 20-30 lat – 53 mężczyzn 42 kobiety – łącznie 95 osób
    - 30-40 lat – 46 mężczyzn 59 kobiet – łącznie 105 osób
    - 40-50 lat – 56 mężczyzn 58 kobiet – łącznie 114 osób
    - 50-60 lat – 36 mężczyzn 23 kobiety – łącznie 59 osób
    - 60-70 lat – 30 mężczyzn 32 kobiety – łącznie 62 osoby
    - 70-80 lat – 7 mężczyzn 3 kobiety – łącznie 10 osób
    - 80-90 lat – 1 mężczyzna 0 kobiet – łącznie 1 osoba
- W 1931 – 848 osób[49]
- W 1932 – 847 osób[49]
- W 2006 1011 osób[13]
  - W grupach wiekowych:
    - 0-3 lata – 31 osób
    - 4-12 lat – 127 osób
    - 13-18 lat – 139 osób
    - 19-24 lat – 139 osób
    - 25-35 lat – 163 osoby
    - 36-50 lat – 200 osób
    - 51-65 lat – 133 osoby
    - 66-100 lat – 79 osób

## Gospodarka
Jastrzębia jest lokalnym ośrodkiem handlowo-usługowym dla mieszkańców gminy. Ludność utrzymuje się z rolnictwa, hodowli i z handlu i usług. Część mieszkańców pracuje poza miejscem zamieszkania.
W dawniejszych czasach ludność trudniła się rolnictwem, hodowlą, bartnictwem, pszczelarstwem i pracą przy eksploatacji pobliskiego lasu. Niektórzy mieszkańcy wsi trudnili się drobnym rzemiosłem. Rozwój przestrzenny gruntów rolnych w Jastrzębi na przestrzeni lat przedstawia się następująco:
- koniec XV wieku – 7 łanów[19]
- 1554 – 7 łanów, we wsi żyło 5 bartników[19]
- 1564 – 7 łanów[19]
- 1602 – 7 łanów[19]
- 1615 – 7 łanów[42]
- 1660 – 7 łanów z czego tylko 4 w uprawie[42]
- 1842 – 1559 morg 262 pręty[44]
- 1847 – 2043 morgi 212 prętów[44] (po komasacji)
- 1880 – 2125 morg ziemi włościańskiej[43]
- 1935 – 2166 morg 98 prętów, czyli 1212,86 ha[15]

We wsi żyli obok kmieci także zagrodnicy i komornicy. Istniała zagroda przeznaczona dla kowala, choć bywały okresy, gdy nie była wykorzystywana ze względu na brak takiego rzemieślnika we wsi. O ile powierzchnia gospodarstw była przez długi czas stała, to sytuacja ekonomiczna każdego z nich zależała także od rodzaju gruntów, na których gospodarowano. Na kondycję gospodarstw duży wpływ miała też sytuacja demograficzna. Zmiany przyniosła komasacja gruntów. Na sposób gospodarowania poza rodzajem gruntów miał także wpływ postęp technologiczny, a więc i poziom wiedzy rolniczej.

## Transport
Przez Jastrzębię przebiegają jedynie drogi o klasie niższej niż droga wojewódzka. Przez wieś przebiegają dwie drogi powiatowe: 1715W z Radomia do Brzózy i 3516W łącząca Jastrzębię z Bartodziejami. Od 1885 w pobliżu wsi przebiega linia kolejowa łącząca Dęblin z Radomiem – przystanek Jedlnia Kościelna. Od 1934 w pobliżu wsi przebiega linia kolejowa łącząca Warszawę z Radomiem – stacja Bartodzieje i przystanek Lesiów. Miejscowość jest obsługiwana w zakresie komunikacji autobusowej przez przedsiębiorstwo PPKS Radom.

## Oświata i ochrona zdrowia

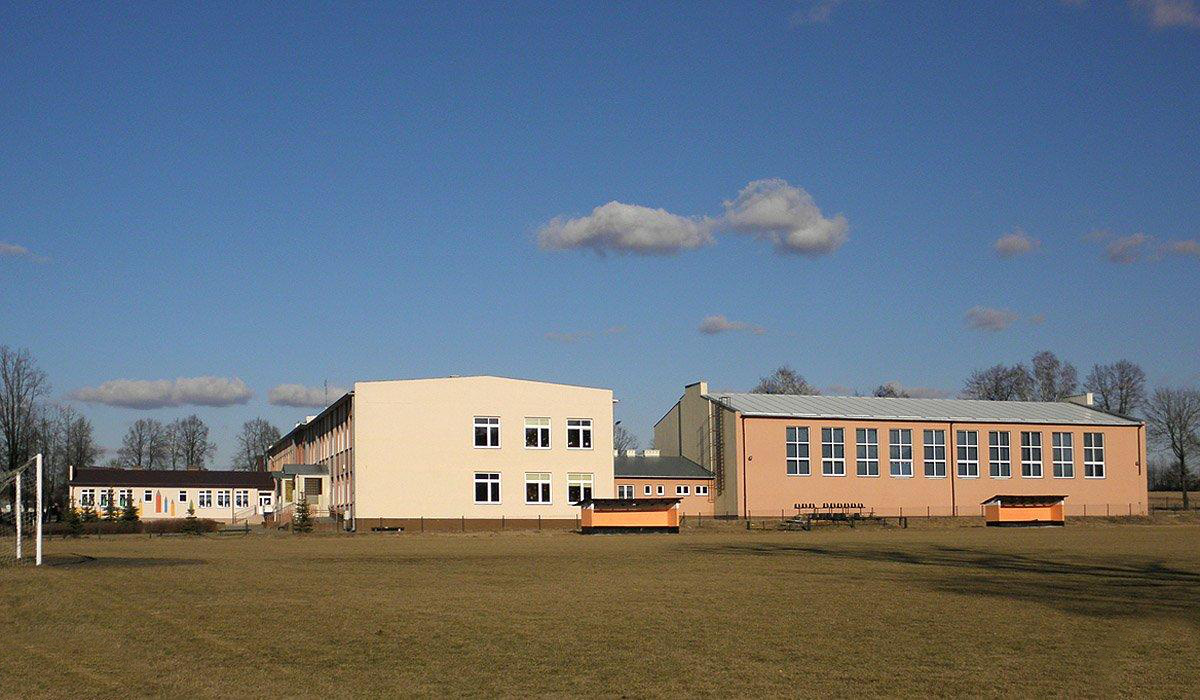
Szkoła Podstawowa im. Kazimierza Mroza i Publiczne Przedszkole Samorządowe w Jastrzębi

Szkołę w Jastrzębi założono w 1867 i była to trzynasta szkoła elementarna w ówczesnym powiecie radomskim. Obecnie we wsi funkcjonują następujące placówki edukacyjne:
- Samorządowe Przedszkole
- Publiczna Szkoła Podstawowa im. Kazimierza Mroza
- Publiczne Gimnazjum im. Biskupa Jana Chrapka

We wsi funkcjonuje Biblioteka Publiczna i ośrodek zdrowia.

## Życie społeczne i bezpieczeństwo
We wsi funkcjonuje klub sportowy Akcja Jastrzębia i koło gospodyń wiejskich. Znajduje się tu posterunek policji i działa jednostka OSP. Straż pożarna została powołana do życia w 1926, lecz w początkowych latach swego istnienia nie działała sprawnie. W 1929 drewnianą remizę przerobiono na pierwszy w historii wsi kościół i rozpoczęto budowę nowej, także drewnianej. Ta jednak, ze względu na zmianę umiejscowienia na bardziej uboczne, straciła rolę miejsca zebrań, którą pełniła pierwsza remiza. W latach trzydziestych XX w. straż działała już sprawniej i obok swej podstawowej roli była też zaangażowana w rozwój życia kulturalnego wsi. Powojenne losy remizy nie są znane, zapewne uległa zniszczeniu.

## Struktury wyznaniowe

### Katolicyzm

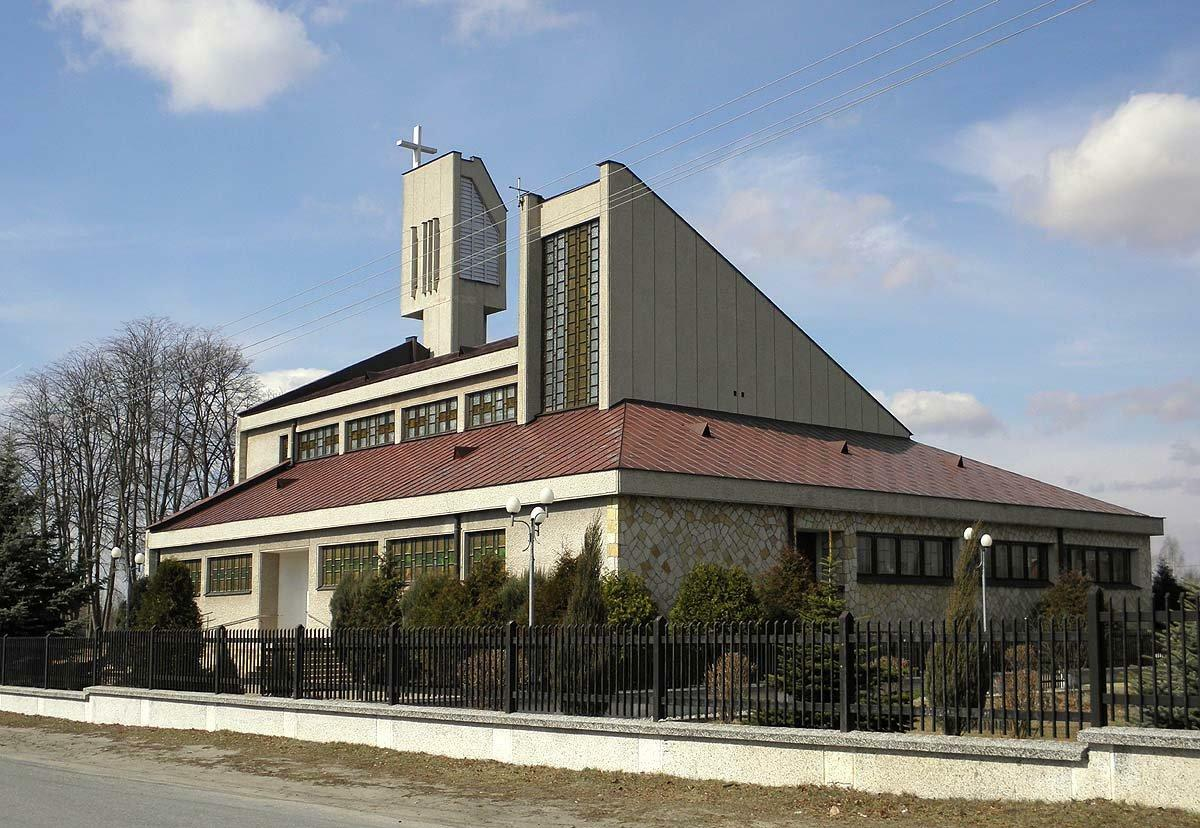
Kościół parafialny w Jastrzębi

W XV wieku Jastrzębia należała do parafii w Radomiu. W 1712 r. znajdowała się w parafii Jedlnia, ale nie wiadomo od kiedy. Po długich staraniach, 25 marca 1930 nastąpiło poświęcenie miejscowego kościółka, który powstał po przerobieniu na cele sakralne remizy straży pożarnej. Niedługo potem, bo 7 września 1930 poświęcono miejscowy cmentarz. Obecnie kościół  nie istnieje. Przetrwał wojnę i był remontowany w 1957. Został rozebrany w związku z budową nowego kościoła w latach 1982-1987.
Obecnie Jastrzębia znajduje się w rzymskokatolickiej parafii  pw. Zwiastowania NMP, w dekanacie jedlińskim. We wsi znajduje się kościół parafialny wzniesiony według projektu Bolesława Sobola, Tadeusza Derlatki i Wiktora Owczarka. Poświęcenia w 1987 dokonał Edward Materski.

### Prawosławie
W XIX wieku i na początku XX wieku we wsi mieszkało niewielu Rosjan, bądź to jako karczmarze, bądź to  leśniczy, którzy byli wyznawcami prawosławia. Podlegali parafii w Radomiu.

### Judaizm
Żydzi nie osiedlali się w Jastrzębi. Tych niewielu, co do których istnieje przypuszczenie, że mogli mieszkać w Jastrzębi, to jest karczmarze, należeli do radomskiej gminy.

## Związani z Jastrzębią
- Jan Kapusta – działacz samorządowy, prezydent Sopotu w latach 1948-1949
- Kazimierz Mróz – nauczyciel i regionalista, autor monografii Jastrzębi
- Bolesław Machnio – poseł na Sejm